# Mazda
La Mazda Motor Corporation (マツダ株式会社?, Matsuda Kabushiki-gaisha) (MMC), nota semplicemente come Mazda, è una casa automobilistica giapponese con sede a Fuchū, Aki, Prefettura di Hiroshima.
Nonostante sia una compagnia relativamente piccola, Mazda ha messo in commercio nel 2007 circa 1,3 milioni di veicoli per il mercato mondiale, gran parte dei quali (circa 1 milione) sono stati prodotti negli storici impianti di Hiroshima, mentre la restante cifra in impianti minori nel resto del mondo. Nel 2011, Mazda era il diciottesimo produttore di automobili al mondo per dimensioni.
Tratti distintivi della casa di Hiroshima sono sempre stati l'adozione di soluzioni originali ed in controtendenza rispetto al resto del mercato automobilistico, come ad esempio l'impiego sulle proprie vetture dei motori rotativi, la fortunata riproposizione delle roadster in un periodo dove erano considerate automobili anacronistiche o, più recentemente, la produzione dei motori SkyActiv in controtendenza per cilindrata e impostazione a quelli della concorrenza. Questa mentalità è stata poi trasformata nello slogan principale della casa per rafforzare il marchio a livello di marketing, Defy Convention ("sfida le convenzioni").

## Storia

### Dalla nascita alla guerra
L'azienda nacque nel 1920 con il nome Toyo Cork Kogyo Co., Ltd. Nel 1921 Jujiro Matsuda divenne presidente e nel 1927 l'azienda prese il nome Toyo Kogyo Co., Ltd. Produce per alcuni anni utensili e nel 1931 viene prodotto il primo veicolo, un motocarro a tre ruote chiamato Mazdago che dal 1933 viene esportato anche all'estero. Fino al 1936, i veicoli della Mazda sono messi in commercio dalla rete di vendita della Mitsubishi Corporation, che impone su di essi il proprio marchio fino a tale anno. Il nome Mazda deriva, per assonanza col cognome Matsuda del fondatore, da Mazdā, divinità creatrice del mazdaismo. Continua anche la produzione di altri manufatti e durante la seconda guerra mondiale la Toyo Kogyo produce armi per l'esercito giapponese, in particolare i fucili Type 99.
Mazda ebbe un ruolo fondamentale dopo l'attacco nucleare avvenuto ad Hiroshima nel 1945: gli stabilimenti di produzione e molti veicoli all'interno scamparono la distruzione grazie ad una montagna frapposta davanti al punto dell'esplosione, subendo danneggiamenti molto limitati rispetto alla città. Non a caso l'impianto divenne uno dei principali punti logistici per i soccorsi e la successiva ricostruzione di Hiroshima.

### Dalle prime produzioni ai motori rotativi

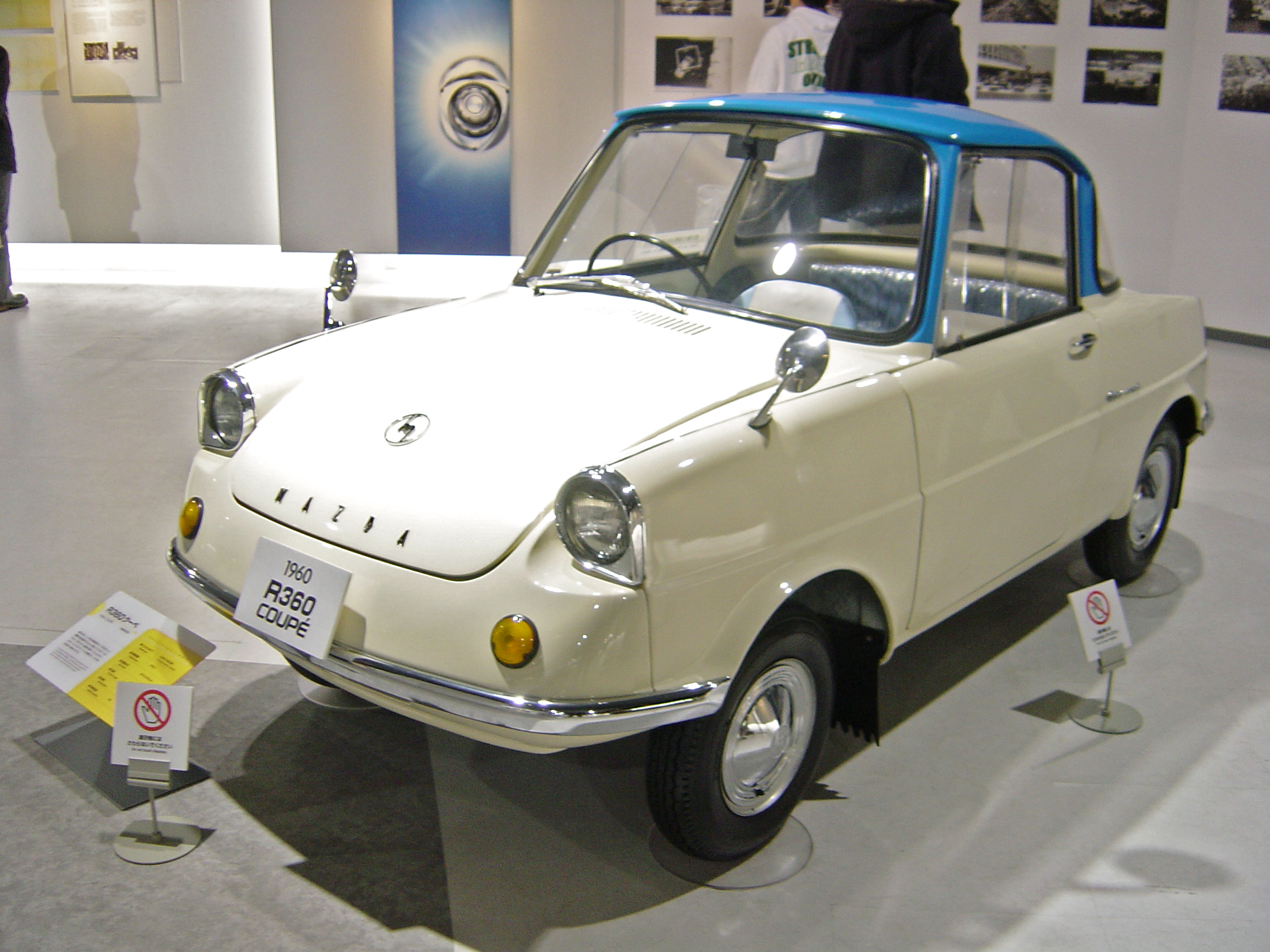
La Mazda R360 è stata la prima autovettura convenzionale prodotta dalla casa

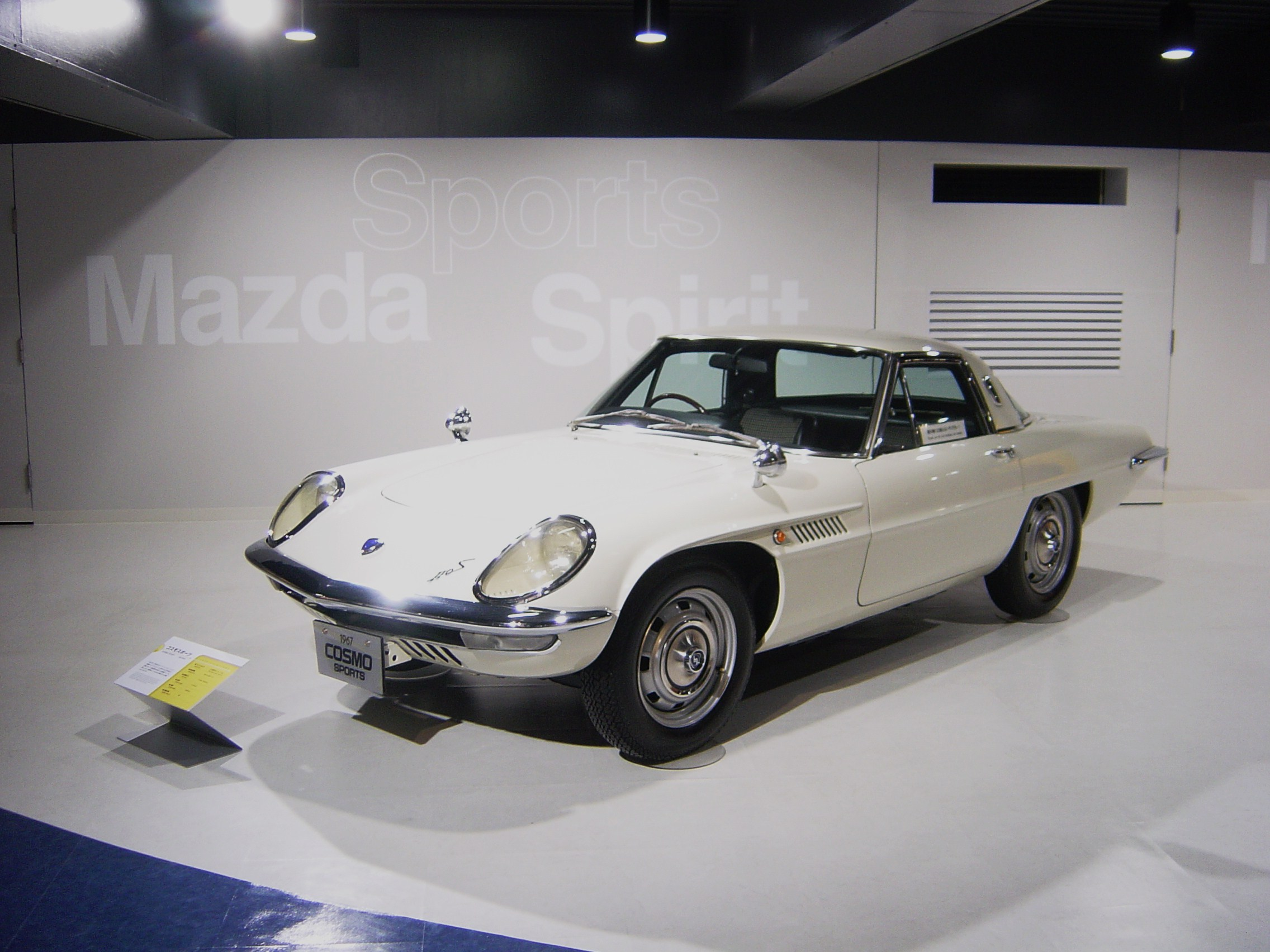
La Mazda Cosmo Sport del 1967, prima auto in assoluto con motore Wankel

Il primo veicolo a quattro ruote della Toyo Kogyo è il camioncino Romper, lanciato sul mercato nel 1958. L'utilitaria a due porte R360 è stata la prima vera autovettura dell'azienda giapponese, che la presenta nel 1960.
Nel 1962 esce la Carol 600, la prima utilitaria quattro porte della casa di Hiroshima, mentre la sua prima vettura compact è la Familia del 1963.
Un punto distintivo della produzione di questa casa risiede nell'uso del motore Wankel, o motore rotativo, adottato in seguito alla cooperazione iniziata nel 1961 con la tedesca NSU. La prima automobile giapponese prodotta con questo motore è, nel 1967, la Cosmo Sports 110S; il motore sarebbe stato montato successivamente anche dalla Mazda RX-7 sovralimentata da due turbocompressori in tandem (1978) e Mazda RX-8 ad aspirazione atmosferica e modifica alla posizione delle luci di aspirazione e scarico, chiamato "Renesis" (2004). Il motore rotativo si rivelò particolarmente adatto alle auto sportive, per il regime elevato e le dimensioni compatte e riuscì nell'intento di dare un'immagine di produttore alternativo a Mazda, che in breve tempo conobbe fama anche all'estero.
Fu un periodo favorevole per la casa giapponese, che fondamentalmente cominciò ad esportare le proprie vetture in maniera significativa anche all'estero. Le automobili vennero dotate sia di motori a pistoni che rotativi, cercando di incontrare le esigenze del mercato mondiale. I modelli con motore rotativo conobbero presto popolarità tra gli acquirenti, risultando vetture potenti e leggere rispetto alle altre con motori tradizionali, che richiedevano dei V6 o V8 molto più pesanti per garantire la stessa potenza. La R100 e la serie RX (RX-2, RX-3 e RX-4) furono dei prodotti di successo.
Nel 1968 Mazda iniziò esportazioni formali in Canada (MazdaCanada) sebbene circolassero sulle strade canadesi delle Mazda già dal 1959 almeno. Nel 1970, Mazda entrò formalmente anche nel mercato statunitense (Mazda North American Operations) ottenendo immediato successo. La casa progettò e produsse in breve tempo il Mazda Rotary Pickup (basato sul più convenzionale Mazda B con motore a pistoni) esclusivamente per il mercato nordamericano. Al giorno d'oggi, Mazda resta l'unica casa automobilistica ad aver prodotto un camion con motore rotativo, così come un bus (the Mazda Parkway, disponibile solo in Giappone) o una station wagon (una versione della RX-3 e della RX-4 per alcuni paesi). Dopo nove anni di sviluppo Mazda finalmente lanciò il suo nuovo modello negli Stati Uniti nel 1970.
Nel 1968, la Toyo Kogyo diventa lo sponsor principale della maggiore squadra di baseball di Hiroshima, i Carp, che da allora hanno preso il nome Hiroshima Toyo Carp. Tra le altre apparizioni in campo sportivo, la Mazda sarebbe divenuta in seguito sponsor nel calcio della Roma, dal 2002 al 2004, e della Fiorentina, dal 2011 al 2014.

### La crisi finanziaria degli anni '70

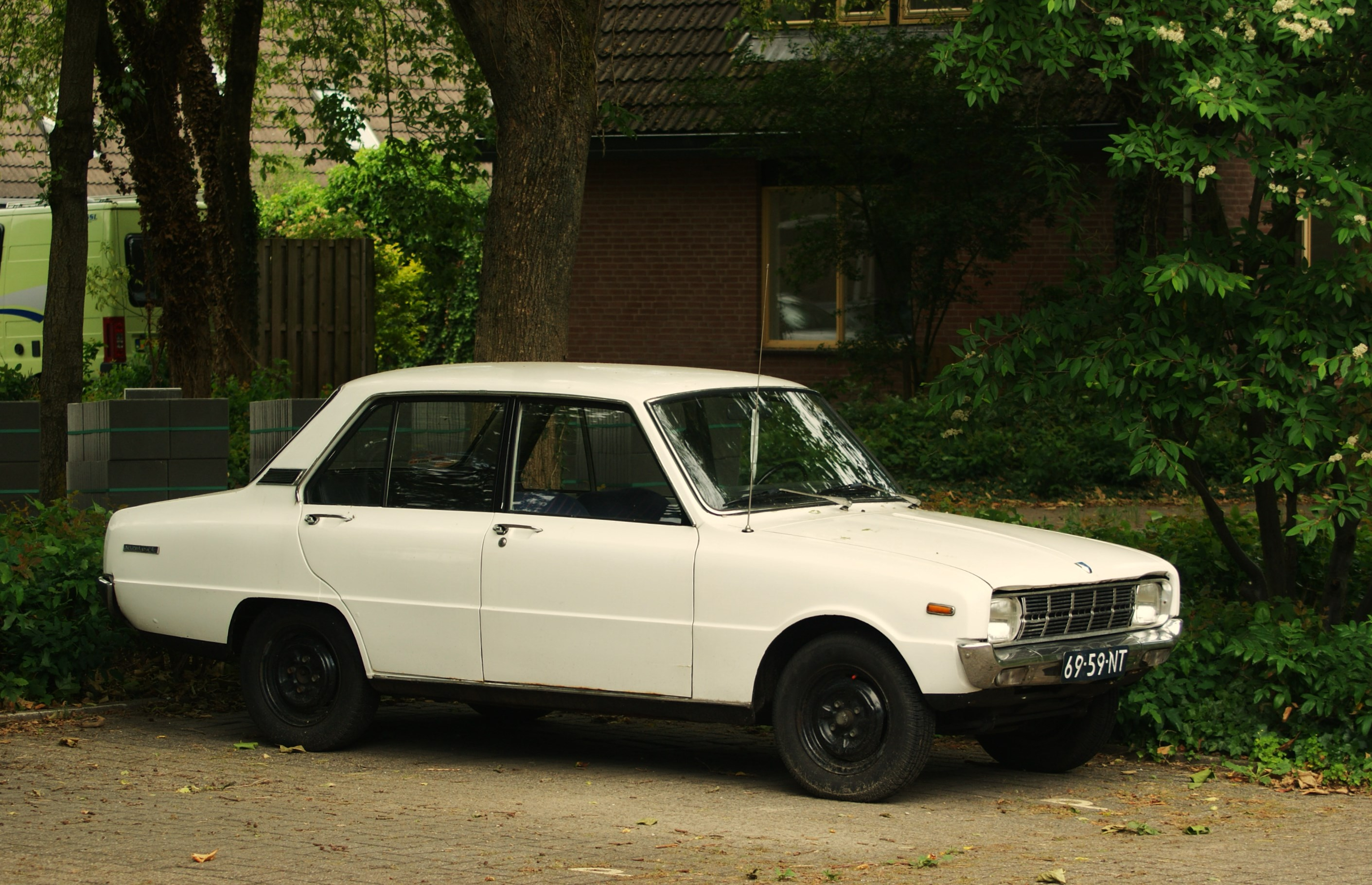
La Mazda Familia fu il modello che divenne cruciale durante la crisi della Mazda per evitare la bancarotta

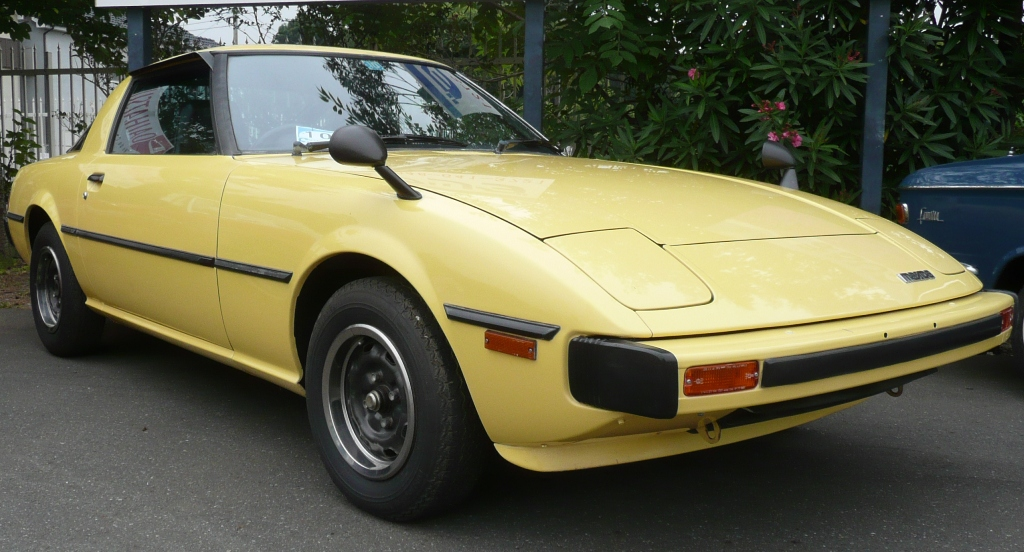
La prima Mazda RX-7, con motore rotativo

La crisi energetica del 1973 porta gli automobilisti statunitensi ad abbandonare i motori rotativi Mazda, dal consumo particolarmente elevato di carburante. Il mercato dell'automobile stava infatti evolvendo, con i consumatori particolarmente preoccupati ormai anche ai consumi delle vetture che acquistavano. Mazda si ritrovò ad essere la compagnia giapponese con la produttività più bassa e la Toyo Kogo si trovò nel 1975 sull'orlo del lastrico. L'azienda venne salvata dall'intervento di banche giapponesi, in particolare la Sumitomo Ginkō.
Scampata la bancarotta, Mazda cercò di rimettersi in carreggiata: fortunatamente la casa non aveva mai del tutto voltato le spalle ai motori a pistoni e poté comunque continuare la produzione di modelli che montavano un quattro cilindri per il resto degli anni '70. La linea della piccola Familia registrò comunque un buon numero di vendite e di fatto divenne cruciale per le vendite internazionali di Mazda, assieme alla più grande Capella.
A seguito degli sviluppi avvenuti, Mazda fece la scelta strategica di utilizzare per le future vetture motori a pistoni tradizionali, senza mai abbandonare definitivamente i motori Wankel che sarebbero stati destinati agli automobilisti che cercavano auto più sportive. Montava il motore rotativo ad esempio la leggera RX-7 del 1978, montato poi anche in futuro dalla RX-8.

### L'ingresso della Ford
A partire dal 1979, la casa automobilistica Ford decise di acquistare una consistente quota azionaria della Mazda, inizialmente 7%. Nonostante la ripresa, infatti, Mazda ancora non era riuscita ad uscire totalmente dalla crisi degli anni precedenti e aveva bisogno di liquidità e investimenti, mentre Ford ottenne nella casa giapponese un valido partner. Fu così che vennero prodotti molti progetti comuni, essenzialmente pickup e furgoni rimarchiati dall'una o l'altra casa a seconda dei mercati: prodotti tipici furono i primi Ford Courier basati sulle Mazda B e la Mazda Bongo e Mazda Titan rivenduti nel sud-est asiatico con marchio Ford. Al contrario in Giappone vetture come la Ford Festiva, Laser e Telstar venivano venduti con marchio Mazda.

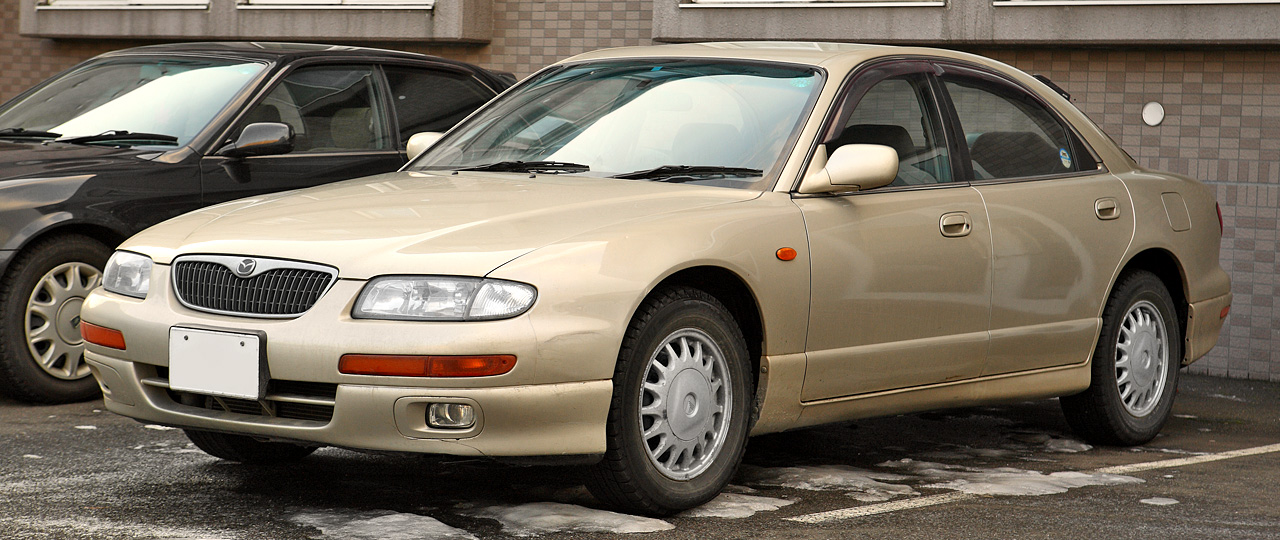
La Mazda Millenia del 1995, con motore a Ciclo Miller

Negli anni Ford ha aumentato la propria partecipazione, specialmente negli anni '90 a seguito della crisi finanziaria asiatica che ha raggiunto anche un terzo del capitale sociale. Alla fine del 2008 è stata sempre più ridotta negli ultimi anni e al 31 marzo 2009 è del 14,9%, quota con cui la Ford rimane ancora l'azionista più importante. Il nome Mazda, ampiamente utilizzato sino ad allora, diventa il nome ufficiale dell'azienda nel 1984.
Pur in progetti con chiara impronta Ford, Mazda non rinunciò mai alla propria filosofia: la Mazda Millenia del 1995 ad esempio montava un motore a ciclo Miller.

### I successi degli anni '90

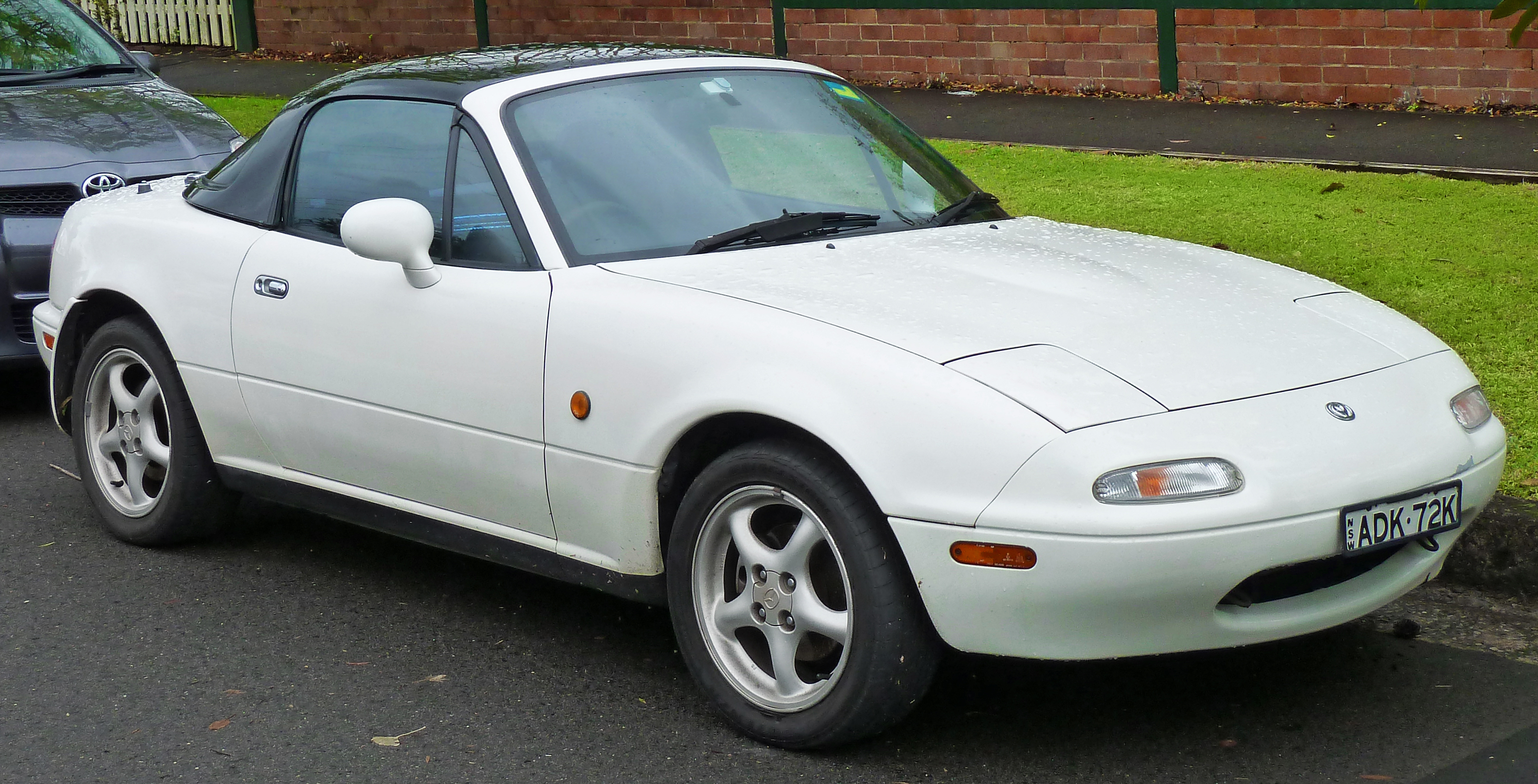
La Mazda MX-5 del 1989

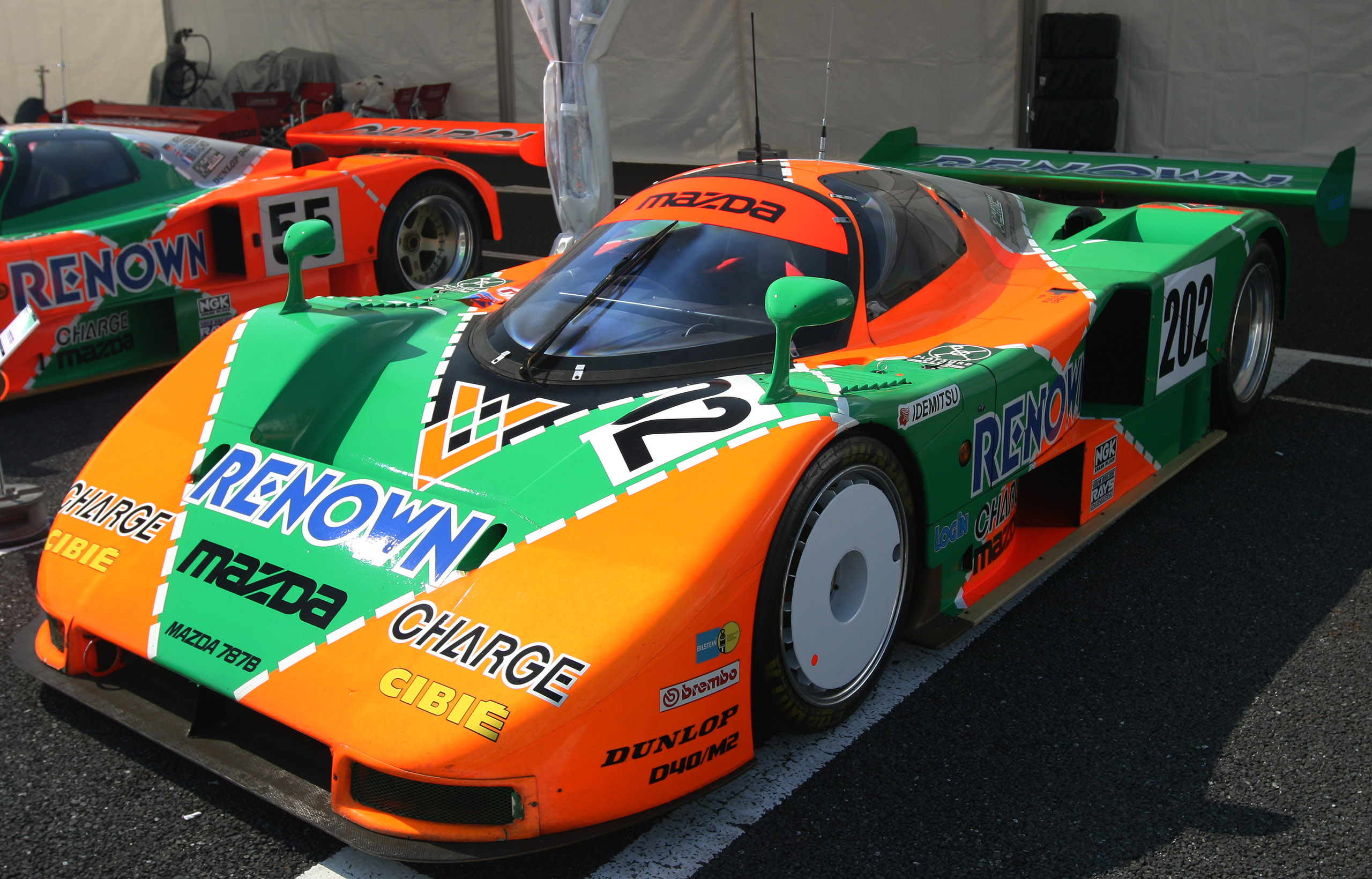
La Mazda 787B vincitrice della 24 ore di Le Mans nel 1991, prima auto asiatica mai riuscita a raggiungere tale traguardo

Oltre ai modelli condivisi con Ford, Mazda successivamente ha il merito di produrre la MX-5, che diverrà la roadster più venduta nel mondo, la cui prima versione risale al 1989. Questa scelta vincente si rivelò particolarmente audace ed in linea con la storica filosofia della casa automobilistica, dato che le roadster non erano state più progettate e prodotte dalla fine degli anni '60 e sembravano ormai delle tipologie di vettura anacronistiche e poco appetibili. Concepita alla fine degli anni settanta dal giornalista statunitense Bob Hall, che ne propose l'idea ai manager del settore Ricerca e Sviluppo della Mazda, e messa in produzione alla fine degli anni ottanta, la MX-5 era una vettura convertibile a due posti secchi leggera e molto equilibrata, fortemente ispirata alla tradizione delle spider inglesi e italiane degli anni sessanta e settanta, in particolare alla Lotus Elan, alla Triumph Spitfire e alla Alfa Romeo Duetto.
Automobile di enorme successo, è accreditata nel Guinness dei primati come la sportiva a due posti più venduta del mondo. Ad aprile 2014, la produzione totale è contata in 940.000 esemplari, mentre il 25 aprile 2016 viene raggiunto il traguardo storico di un milione di esemplari. Da allora la MX-5, nelle sue varie generazioni, è stata sempre presente nei listini Mazda.
Nello stesso anno, il 1989 l'azienda introduce nel mercato due linee satelliti di autovetture: le Autozam, che continuano la tradizione delle utilitarie Mazda, e le più elaborate e spaziose Eunos, destinate al mercato americano.  L'anno successivo viene lanciata la linea satellite delle lussuose Efini. Queste tre linee subiscono la crisi della bolla speculativa giapponese del 1991, e vengono soppresse dalla casa madre a metà degli anni novanta.
Nel 1991, la casa ottiene un prestigioso traguardo, vincendo la 24 Ore di Le Mans con la Mazda 787B, una vettura molto particolare dotata di un motore a quattro rotori Wankel. Si tratta dell'unica vittoria in questa celebre gara di una macchina con un simile propulsore, e della prima ottenuta da una casa automobilistica giapponese. La 787B è divenuta nel tempo un'auto cult, anche per il particolare rumore del suo motore, definito dai giornalisti del tempo come quello di "settemila gatti punti da settemila vespe".

### La ristrutturazione e la generazioneZoom-Zoom

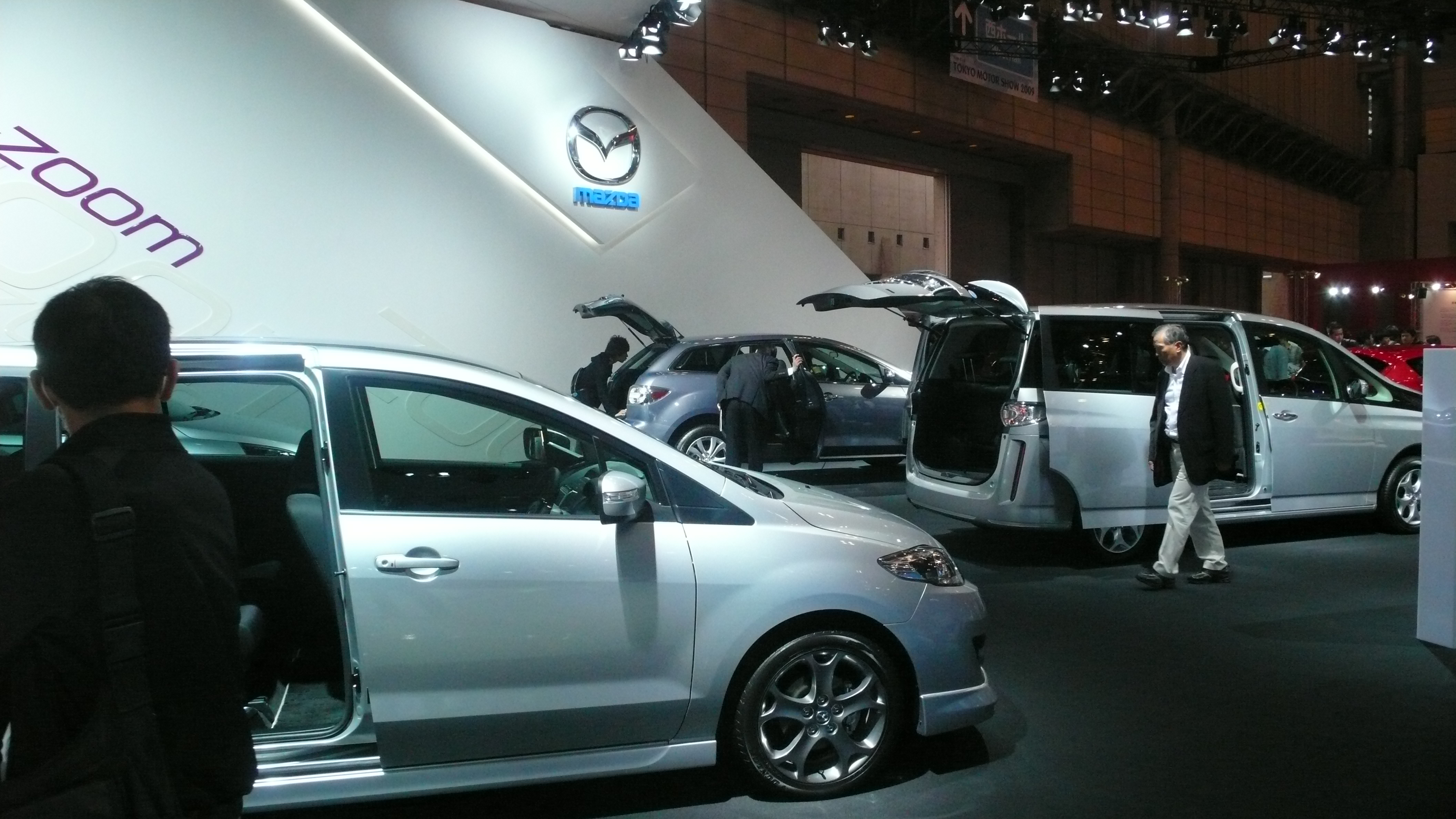
Alcune vetture in esposizione della generazione Zoom-Zoom

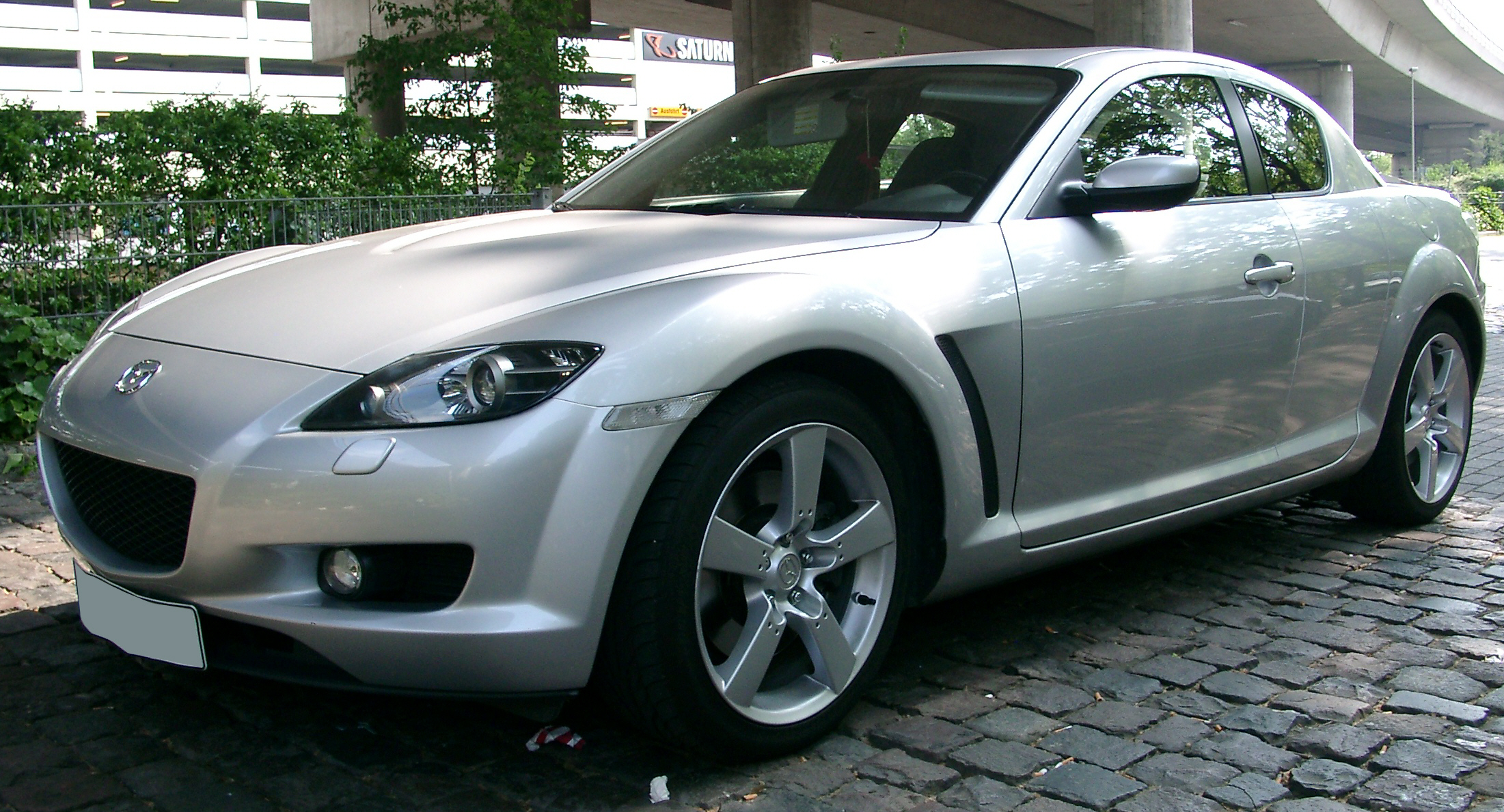
La Mazda RX-8, esponente più sportivo e particolare della generazione Zoom-Zoom

A seguito della crisi finanziaria asiatica dell'automobile del 1997 Ford è costretta a investire nuovamente in Mazda, arrivando a possedere il 33,4% nel giugno 1996. Contemporaneamente Henry Wallace diviene presidente e comincia ad intraprendere una profonda ristrutturazione dell'azienda, a partire dal marchio, dall'immagine e in particolare concentrandosi su come migliorare le sinergie con Ford e velocizzare i processi produttivi. Le novità prevedevano inoltre un controllo più serrato nei confronti dei rivenditori oltremare ed in generale un'ottimizzazione dei costi di produzione e amministrativi. Mazda torna ad essere velocemente un'azienda competitiva e pone le basi per divenire la compagnia attuale. A Wallace succede James Miller nel novembre 1997, seguito nel 1999 dall'amministratore Ford Mark Fields, che ha avuto il merito di espandere la linea Mazda fino al nuovo millennio. L'aumentata influenza Ford durante gli anni '90 ha permesso a Mazda di stabilire un altro piccolo record: è stata la prima compagnia giapponese ad avere infatti un'amministrazione straniera.
A partire dal 2002 Mazda presenta una gamma nuova, inaugurandola con la nuova Mazda 6. Slogan del periodo è la locuzione Zoom-Zoom, che secondo gli uomini Mazda doveva trasmettere l'entusiasmo dei bambini per il movimento nel progettare e guidare le automobili della casa. Design "frizzante" e "guida dinamica" sono i principali obiettivi della casa automobilistica, che registra vendite positive.
Nel 2003, la 6 è stata seguita oltre che dalla 2 e altre vetture, dalla RX-8, un'auto innovativa e poco convenzionale, con portiere apertura "Freestyle" ed equipaggiata da un nuovo tipo di motore rotativo. La vettura ha vinto i “Motore dell'anno” e “Miglior nuovo motore”.

### L'indipendenza da Ford ed i nuovi investimenti
Con l'inizio dell'amministrazione di Alan Mulally, Ford ha gradualmente disinvestito in Mazda a partire dal 2008. Se nel 2009 era ancora l'azionista di maggioranza, dal 2010 la compagnia americana ha perso sempre più ogni tipo di controllo sulla società giapponese, al punto che nel 2014 era azionista soltanto di un simbolico 2,1% di Mazda.

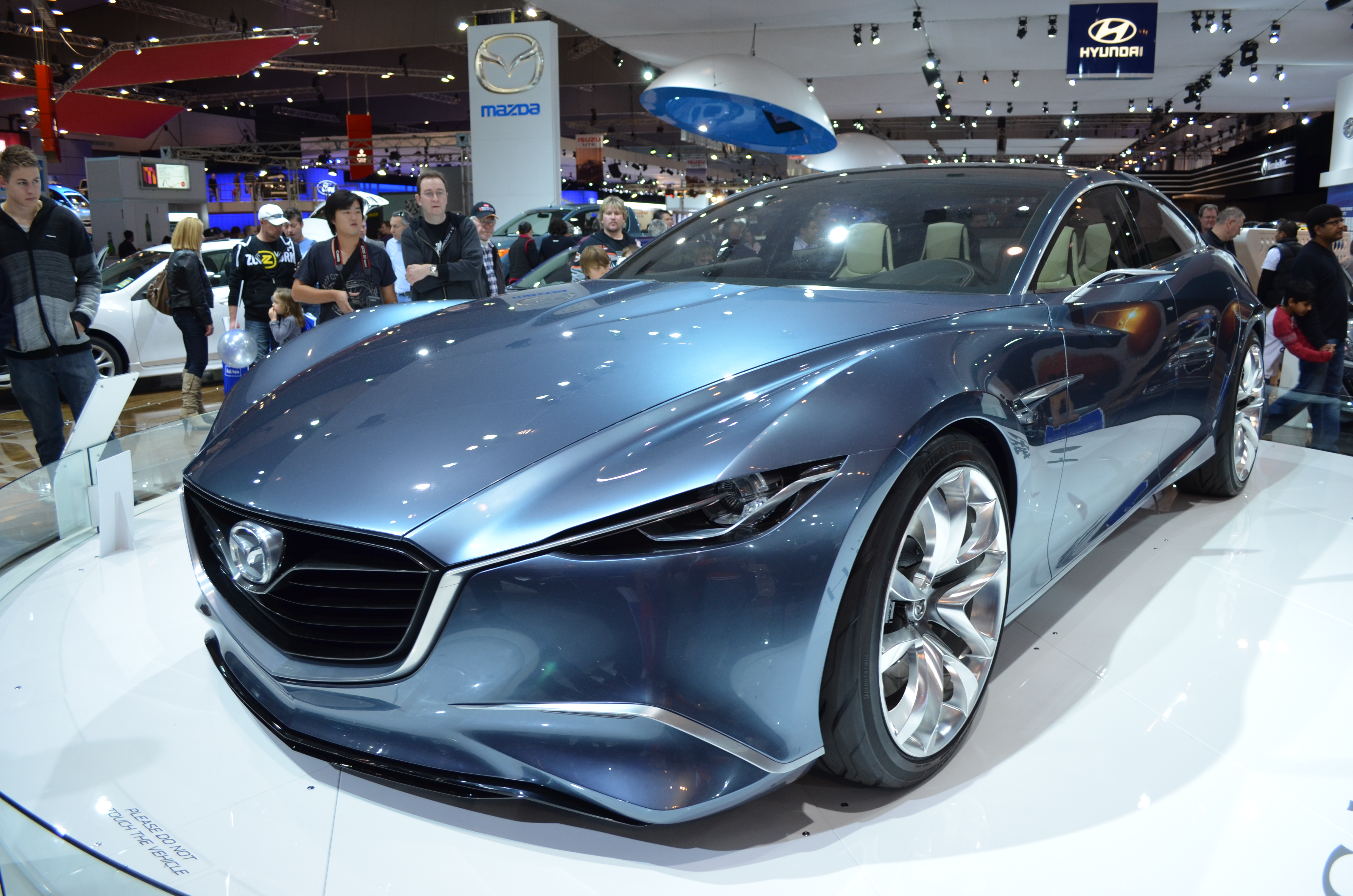
Il concept Shinari, che ha introdotto il design Kodo

La nuova libertà di azione del marchio giapponese si è immediatamente palesata in alcune scelte di produzione e per accordi commerciali di nuovo stampo: alla fine di maggio 2012 Mazda e FIAT, ad esempio, firmano un memorandum d'intesa con cui comunicano l'intenzione di produrre una spider (inizialmente si pensava col marchio Alfa Romeo) a due posti, che condivida la base con la futura generazione della Mazda MX-5, poi rivelatasi essere la Fiat 124 Spider. Nello stesso anno, la casa di Hiroshima vende azioni per 150 miliardi di yen per ricapitalizzare e ripianare un forte passivo, il più consistente degli ultimi 11 anni e determinato sia dal graduale disimpegno di Ford che da nuovi investimenti. Parte di tali proventi vengono destinati all'apertura di un nuovo stabilimento in Messico.
La più recente gamma in produzione di Mazda, inaugurata con la nuova 3, pone dei punti fermi comuni a tutti i modelli di ogni segmento: motore Skyactiv aspirato e poco pesante votato al rightsizing, carrozzerie leggere e resistenti, allestimenti da categoria premium ed esterni contraddistinti dal noto ed apprezzato Kodo Design.

### L'accordo di scambio azionario con Toyota
Nell'agosto 2017, in conferenza stampa, Mazda si lega a Toyota con uno scambio azionario.
Il 5% di Mazda viene acquistato da Toyota e con lo 0,25% reciprocamente Mazda entra nell'azionariato di Toyota. Le due case danno vita ad una collaborazione industriale (uno stabilimento comune negli Stati Uniti con capacità produttiva di oltre 300.000 veicoli all'anno) ma con l'evidente finalità di dare un segnale forte al mondo dell'automobile in vista dei cambiamenti in atto - elettrificazione e guida autonoma in primo luogo - e per fronteggiare una concorrenza sempre più accesa.

## Marchio
| Anni          | Simbolo | Descrizione |
| ------------- | ------- | --- |
| 1934–1936     |         | Il primo logo registrato in assoluto, che non era un logotipo ancora ma la mera scritta in corsivo Mazda |
| 1936–1962     |         | Il primo effettivo marchio stilizzato. Le tre montagne raffigurate (che rappresentano Hiroshima) formano anche una lettera M, che appare tre volte a richiamare il nominativo "Mazda Motor Manufacturer". Ai lati della M gli allungamenti rappresentano ali atte a richiamare l'agilità e velocità. |
| 1962–1975     |         | Simbolo e marchio di fabbrica utilizzato su gran parte delle vetture Mazda dalla Mazda R360 fino al 1975 |
| 1975–1991     |         | Tra il 1975 ed il 1991, Mazda non ebbe un simbolo ufficiale e marchiava le vetture semplicemente con una scritta stilizzata recante il proprio nome: il vecchio simbolo blu con la "m" veniva utilizzato residualmente da alcuni rivenditori, ma col tempo il nome stilizzato lo soppiantò anche in quella sede. Tutt'oggi questa scritta accompagna i nomi dei modelli o costituisce un lettering del marchio vero e proprio. |
| 1991–1992     |         | Nel 1991, Mazda adottò un nuovo simbolo che avrebbe dovuto rappresentare un sole ed una fiamma, atti a richiamare una passione istintiva. Tra gli entusiasti del marchio, venne più ricordato come marchio Cylon. |
| 1992–1997     |         | Dopo solo un anno il nuovo logo fu rivisto, perché la fiamma centrale a forma di diamante richiamava troppo il marchio Renault. Venne pertanto arrotondata la parte centrale. Quello che divenne noto come il logo della "Fiamma Eterna" aveva il pregio di richiamare anche gli storici motori rotativi |
| 1997–presente |         | L'ultimo ed ancora corrente logo fu introdotto nel 1997 e segna un netto distacco dal passato. Si tratta di una M stilizzata e dall'andatura alata, atta a rappresentare la Mazda che dispiega le sue ali verso il futuro. Tra gli appassionati questo logo viene anche amichevolmente chiamato "logo civetta", perché assomiglia alla testa di una civetta vista frontalmente.                                                |

## Gamma attuale
- Mazda 2 (utilitaria)
- Mazda 2 Hybrid (utilitaria)
- Mazda 3 (compatta)
- Mazda 3 Sedan (berlina)
- Mazda MX-5 (roadster)
- Mazda CX-5 (SUV medio)
- Mazda CX-60 (SUV cat. D)
- Mazda CX-80 (SUV di segmento E)
- Mazda CX-30 (crossover SUV)
- Mazda MX-30 (crossover SUV elettrico)

Vetture per il mercato non europeo:
- Mazda Verisa, citycar.
- Mazda 5/Premacy, multispazio.
- Mazda CX-50
- Mazda CX-70
- Mazda CX-90
- CX-9, SUV di grandi dimensioni.
- Mazda Carol, keicar.
- Mazda Scrum, furgone keicar.
- Mazda Flair, rebadge della Suzuki Wagon R.
- Mazda Bongo, veicolo commerciale.
- Mazda Biante, grossa MPV.
- Mazda BT-50, pick-up re-badge della Ford Ranger.
- Mazda Titan, veicolo commerciale.
- Mazda Familia Van, monovolume.

## Veicoli fuori produzione

### 1930-50
- Mazda Type DA, motocicletta.
- Mazda Prototype 4 ruote, compatta.
- Mazda Type GA, motocicletta.
- Mazda Type PB Taxi, veicolo simile ad un Tuk Tuk.
- Mazda Type CA, pick-up.
- Mazda Romper, veicolo commerciale.

### 1960
- Mazda R360, keicar.
- Mazda Familia, berlina.
- Mazda Luce, berlina.
- Mazda Cosmo Sport, piccola coupé antenata della MX-5.

### 1970
- Mazda RX-2, compatta.
- Mazda RX-3, berlina.
- Mazda RX-4, berlina.
- Mazda Capella, berlina.
- Mazda Familia, compatta cinque porte.
- Mazda RX-7, sportiva.

### 1980
- Mazda 323, compatta.
- Mazda 929, berlina.
- Mazda Revue, citycar.
- Mazda Eunos Cosmo, berlina sportiveggiante.
- Mazda Sentia, berlina di grandi dimensioni.
- Mazda 626, berlina.
- Mazda MX-3, piccola sportiva.
- Mazda MX-6, berlina sportiva.
- Mazda Tribute, SUV.
- Mazda RX-8, sportiva.

### 1990
- Mazda 121
- Mazda 323
- Mazda 626
- Mazda Xedos 6
- Mazda Demio
- Mazda MPV
- Mazda MX-3

### 2000
- Mazda Premacy
- Mazda RX-8

### 2010
- Mazda 6
- Mazda CX-3

## Veicoli da competizione
- Mazda 787B
- Mazda 323 4WD

## Concept cars
- Mazda Furai
- Mazda Taiki

### Impegno ambientale
Mazda ha condotto ricerche ed esperimenti sui veicoli ad idrogeno per diversi decenni. Ha inoltro prodotto una versione ibrida della Premacy, un minivan compatto, partendo da uno dei noti motori rotatori che può essere alimentato ad idrogeno ed ossigeno. Nonostante i piani di realizzare un veicolo nel 2008, ad oggi il veicolo è rimasto sperimentale e in prova ristretta.
Nel 2010 Toyota e Mazda hanno annunciato un accordo congiunto per la fornitura della tecnologia ibrida utilizzata nella Toyota Prius.

### Bio-Car

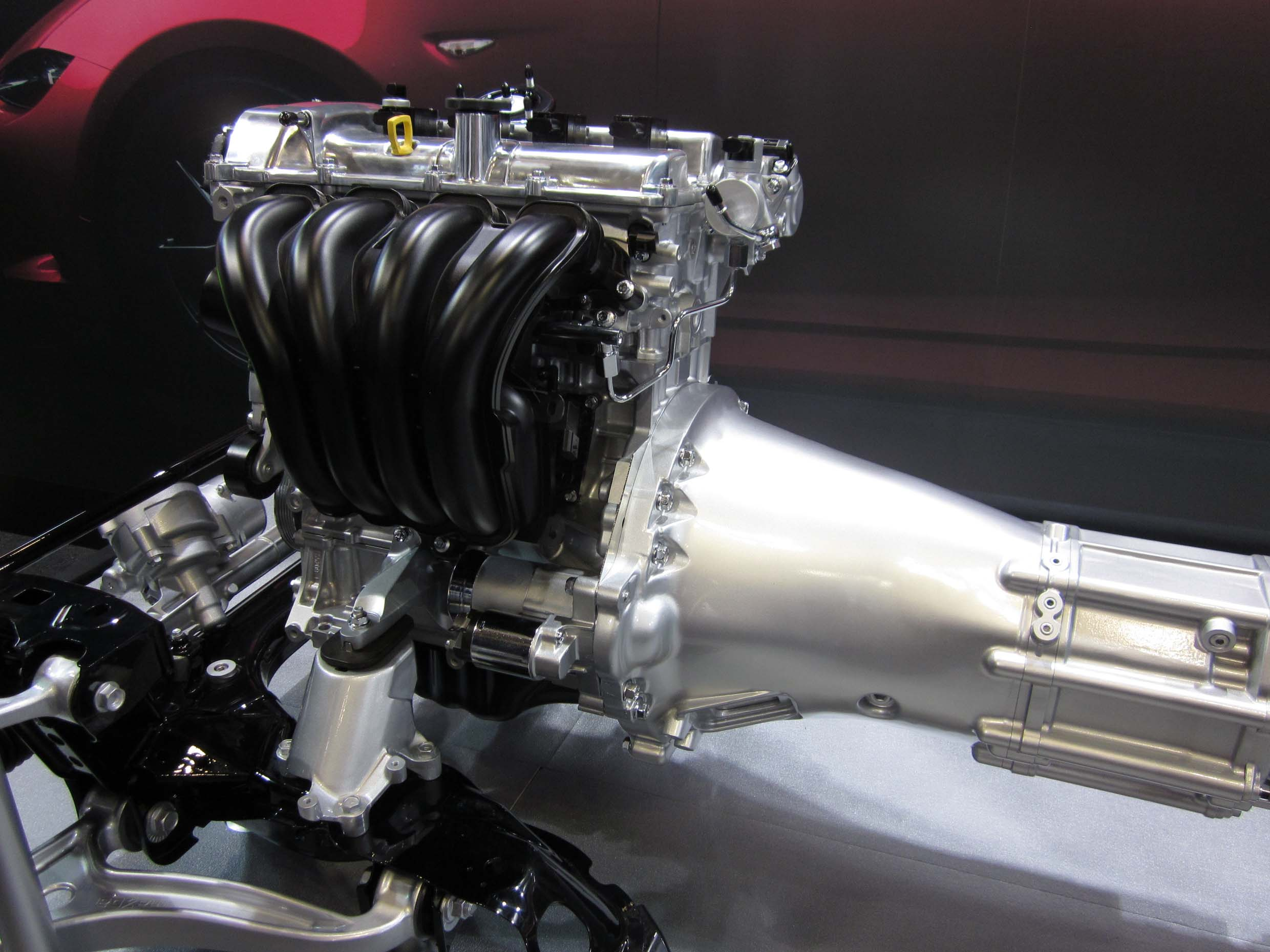
Un motore Skyactiv di ultima generazione a quattro cilindri, montato su tutte le vetture presentate a partire dal 2013

Mazda è continuamente alla ricerca di materiali per le proprie vetture prodotti con sostanze di ogni tipo – dalla plastica al latte –  che siano sempre più ecosostenibili. Mazda ha già introdotto alcune di queste innovazione – console interne in bio-plastiche e sedili sostenibili – nella Mazda 5 presentata ad EcoInnovasia nel 2008, al Queen Sirikit National Convention Center di Bangkok. Fino al 30% dei componenti interni della Mazda5 sono di provenienza non biologica, ad esempio il Poti.

### Tecnologia SkyActiv
Con tecnologia SkyActiv si intende una serie di componenti usate nei più recenti veicoli Mazda tra i quali Mazda2/Demio, Mazda6/Atenza, CX-5 e la Mazda 3. L'applicazione congiunta di queste tecnologia, in primis il motore, incrementano il risparmio di carburante raggiungendo spesso rilevazioni simili a quelle dei veicoli ibridi. La potenza del motore viene aumentata insieme alla cilindrata, mentre le emissioni ridotte. Queste tecnologie aiutano a raggiungere un alto rapporto di compressione, in particolare nei motori diesel, (14,0 a 1), con trasmissione automatica altamente precisa, trasmissione manuale più leggera, carrozzeria in media più leggera delle vetture pari segmento. La casa sostiene che questa filosofia produttiva possa essere abbinata anche a una trazione ibrida, con ulteriore risparmio di carburante, o estesa a sistemi di iniezione alternativi, come l'HCCI/SPCCI.